# Crémieu
Crémieu is een gemeente in het Franse departement Isère (regio Auvergne-Rhône-Alpes). De plaats maakt deel uit van het arrondissement La Tour-du-Pin. Crémieu telde op 1 januari 2022 3.543 inwoners.
Crémieu heeft haar middeleeuws uiterlijk behouden met een stadsomwalling met veertien torens en negen poorten. De kerk uit de 14e eeuw was ook versterkt. De stad was militair belangrijk omdat ze lag op grens tussen Dauphiné en Savoye. De indrukwekkende hal uit 1434 heeft haar oorspronkelijk houten dakgebinte behouden. De hal diende voor de handel in graan en huisvest nu de wekelijkse markt. In de stad ligt ook een voormalige augustijner abdij.

## Geografie
De oppervlakte van Crémieu bedroeg op 1 januari 2022 6,14 vierkante kilometer; de bevolkingsdichtheid was toen 577 inwoners per km².

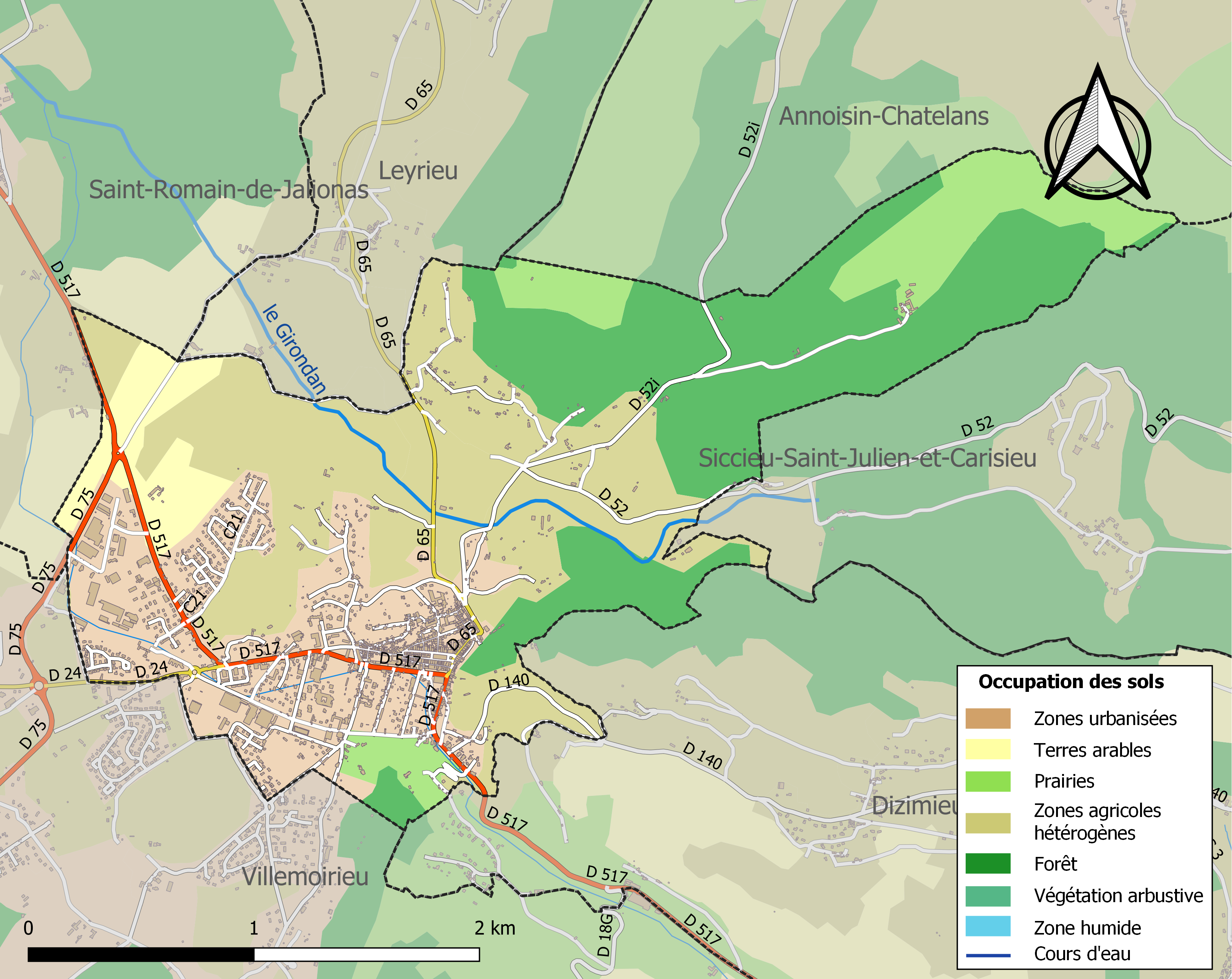
Kaart van de gemeente met de belangrijkste infrastructuur, bodemgebruik en omliggende gemeenten

## Demografie
De bevolking is vanaf de jaren 1980 gestegen door een instroom van stedelingen uit de nabijgelegen agglomeratie van Lyon.
Onderstaande figuur toont het verloop van het inwonertal (bron: INSEE-tellingen).